# Iare ariquemes
Iare ariquemes är en stekelart som beskrevs av Barbalho och Penteado-dias 2002. Iare ariquemes ingår i släktet Iare och familjen bracksteklar. Inga underarter finns listade i Catalogue of Life.